# Dyckman Street (IRT/métro de New York)
Dyckman Street, est une station, établie en aérien, de la ligne d'infrastructure IRT Broadway-Seventh Avenue du métro de New York. Elle est située, à l'intersection Dyckman Street & Nagle Avenue, sur le quartier Inwood, dans l'arrondissement de Manhattan, de la ville de New York aux États-Unis.
C'est une station historique ouverte, par l,Interborough Rapid Transit Company (IRT), en 1906. Exploitée par la New York City Transit Authority, elle est desservie, jours et nuits, par les rames du service 1 (rouge) du métro.

## Situation sur le réseau

Plan du métro de New York (2009)

### Infrastructure
Établie en aérien, Dyckman Street, est une station de la ligne d'infrastructure du métro IRT Broadway-Seventh Avenue. Elle est située entre la station 231st Street, en direction du terminus nord, et la station 191st Street, en direction du terminus sud. Elle marque la limite entre la section aérienne au nord et la section souterraine au sud.

### Service desserte
La station Dyckman Street est une station d'arrêt du service de desserte 1 du métro de New York : elle est située entre la station 207th Street, en direction du terminus nord Van Cortlandt Park – 242nd Street, et la station 238th Street, en direction du terminus sud South Ferry – Whitehall Street.

## Histoire

### Création et ouverture
La station Dyckman Street est construite dans le cadre de la West Side Line de l,,Interborough Rapid Transit Company (IRT) au nord de l,Hillside Avenue. Le chantier de cette section est mené par l'entreprise E. P. Roberts et Terry & Tench Construction Company, qui a commencé la construction de la structure aérienne le 19 janvier 1903. La branche ouest, de cette première ligne du métro, est prolongée vers le nord jusqu'à la station terminus provisoire 221st Street. La station Dyckman Streetest mise en service le 12 mars 1906, lors de l'ouverture à l'exploitation de ce prolongement entre l'ancienne station terminus nord 157th Street, ouverte en 1904) et la nouvelle station terminus nord 221st Street. Dyckman Street est alors la seule station intermédiaire en service, les autres ne sont pas terminées,,.

La station en 1906
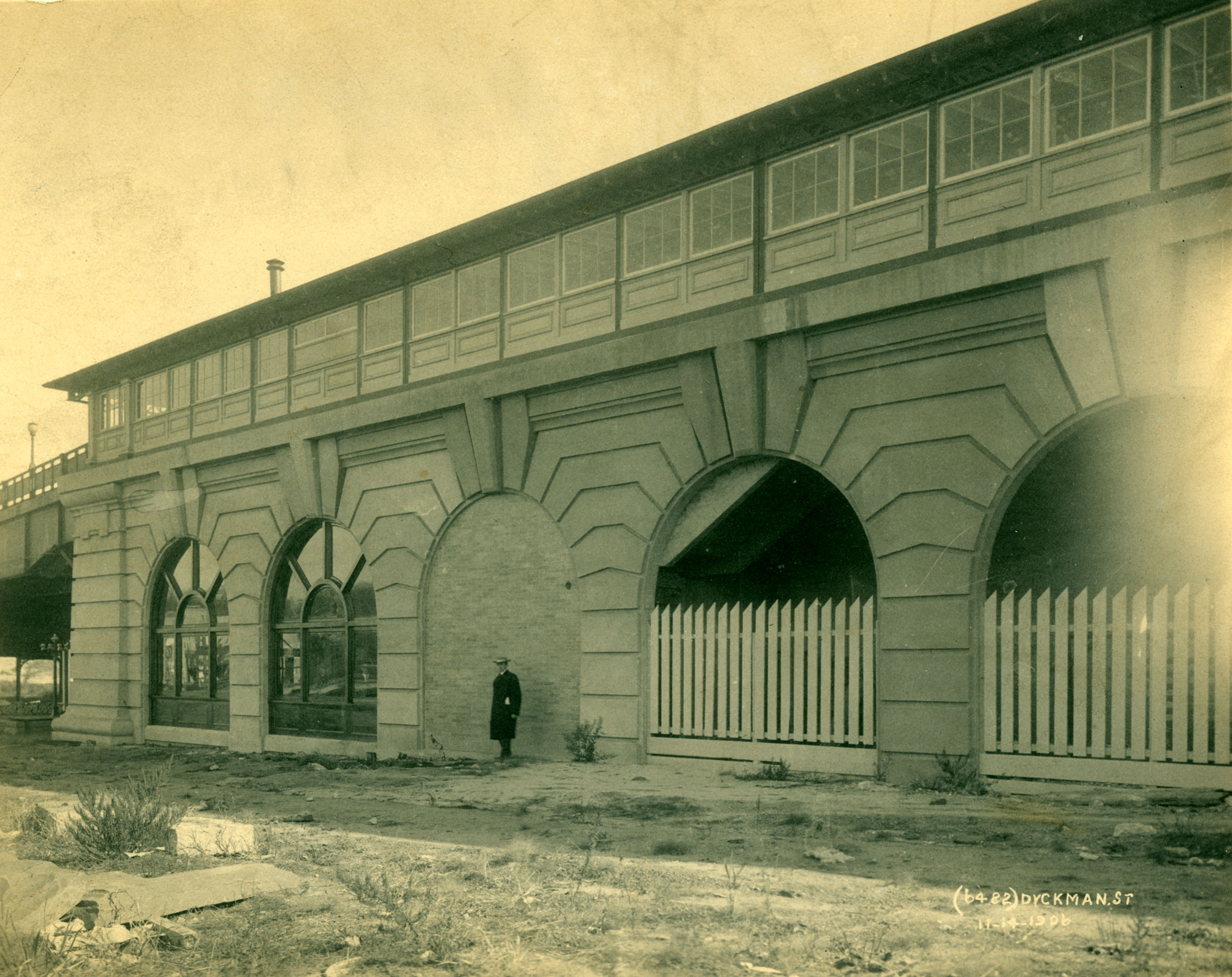
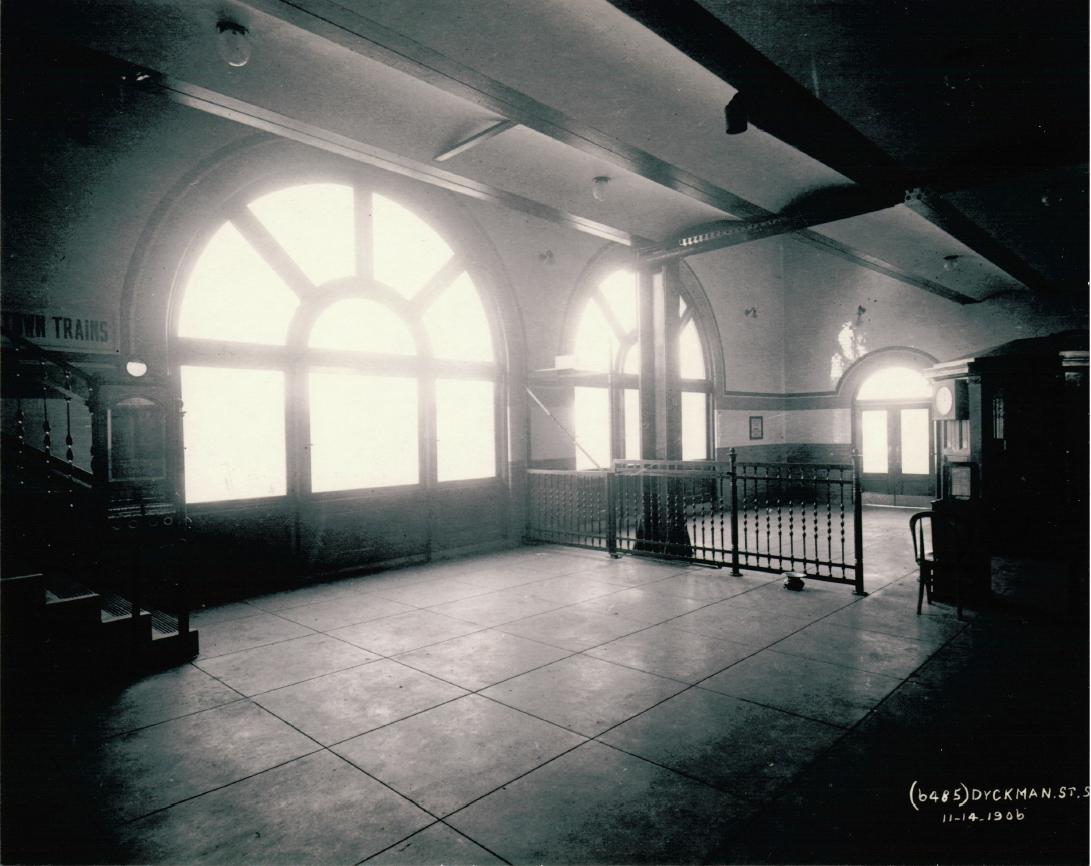
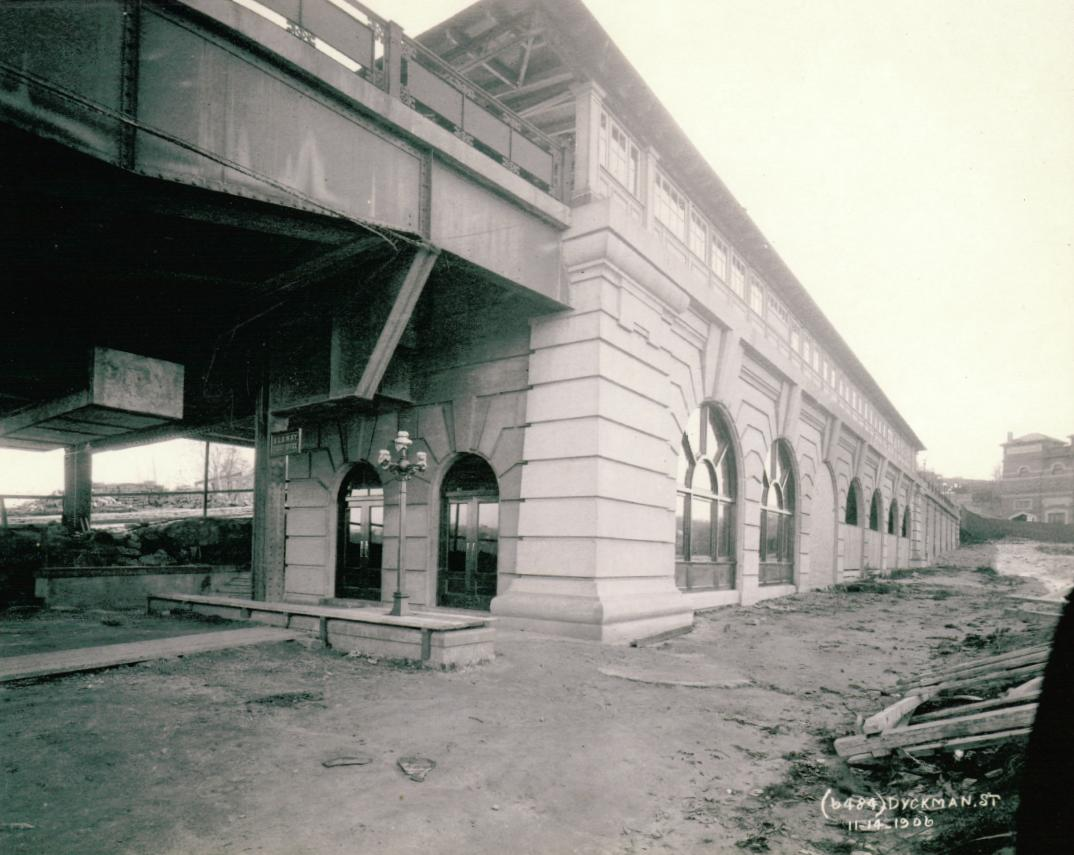

Ce prolongement est desservi par des navettes circulant entre les stations 157th Street et 221st Street jusqu'au 30 mai 1906, date à laquelle les rames express débutent leur circulation jusqu'à la station terminus 221st Street. L'ouverture de ce prolongement duƒ métro, et notamment de la station Dyckman Street, a contribué au développement de l'Upper Manhattan.

### Évolutions
De 2011 à 2013, la station est entièrement rénovée et en 2023, elle est mise aux normes de l'accessibilité avec notamment l'installation d'un ascenseur.

Rénovation de la station
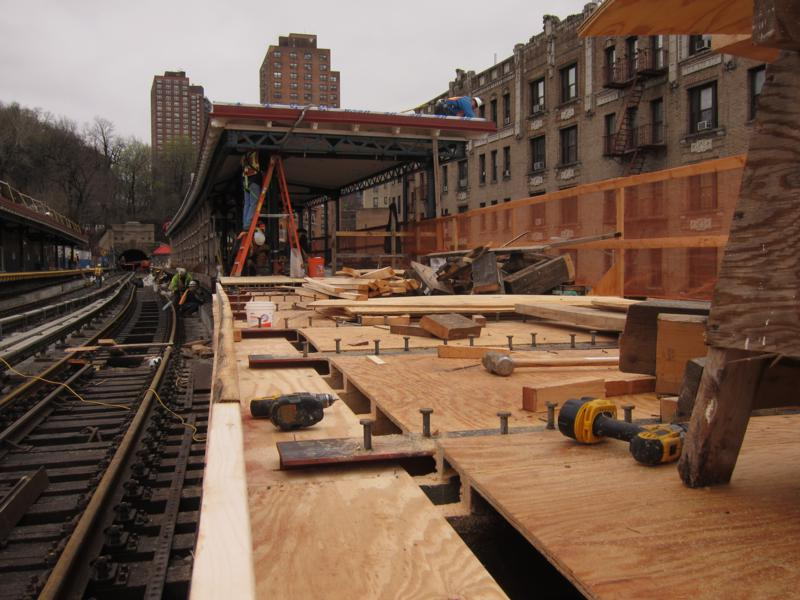
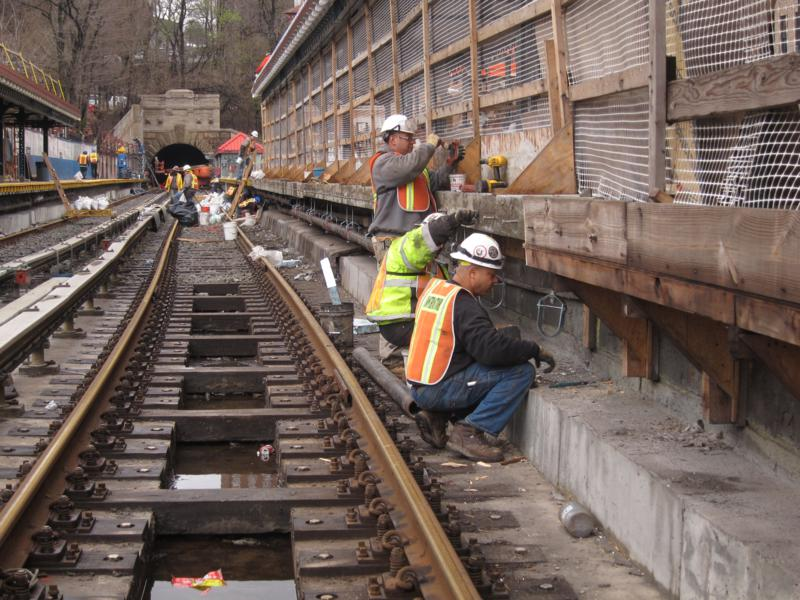
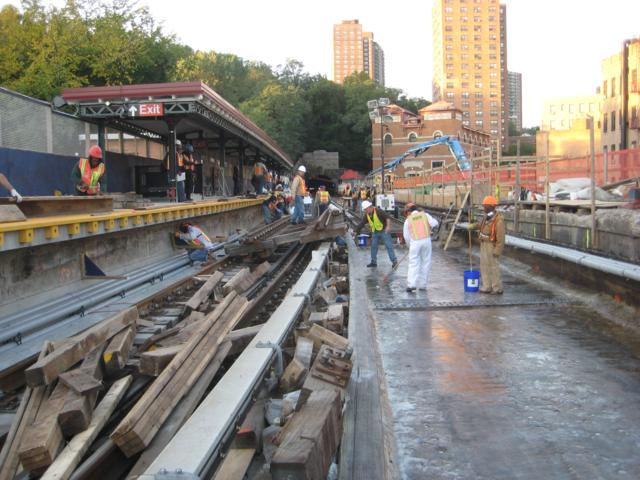

## Services aux voyageurs

### Desserte

Installations et desserte
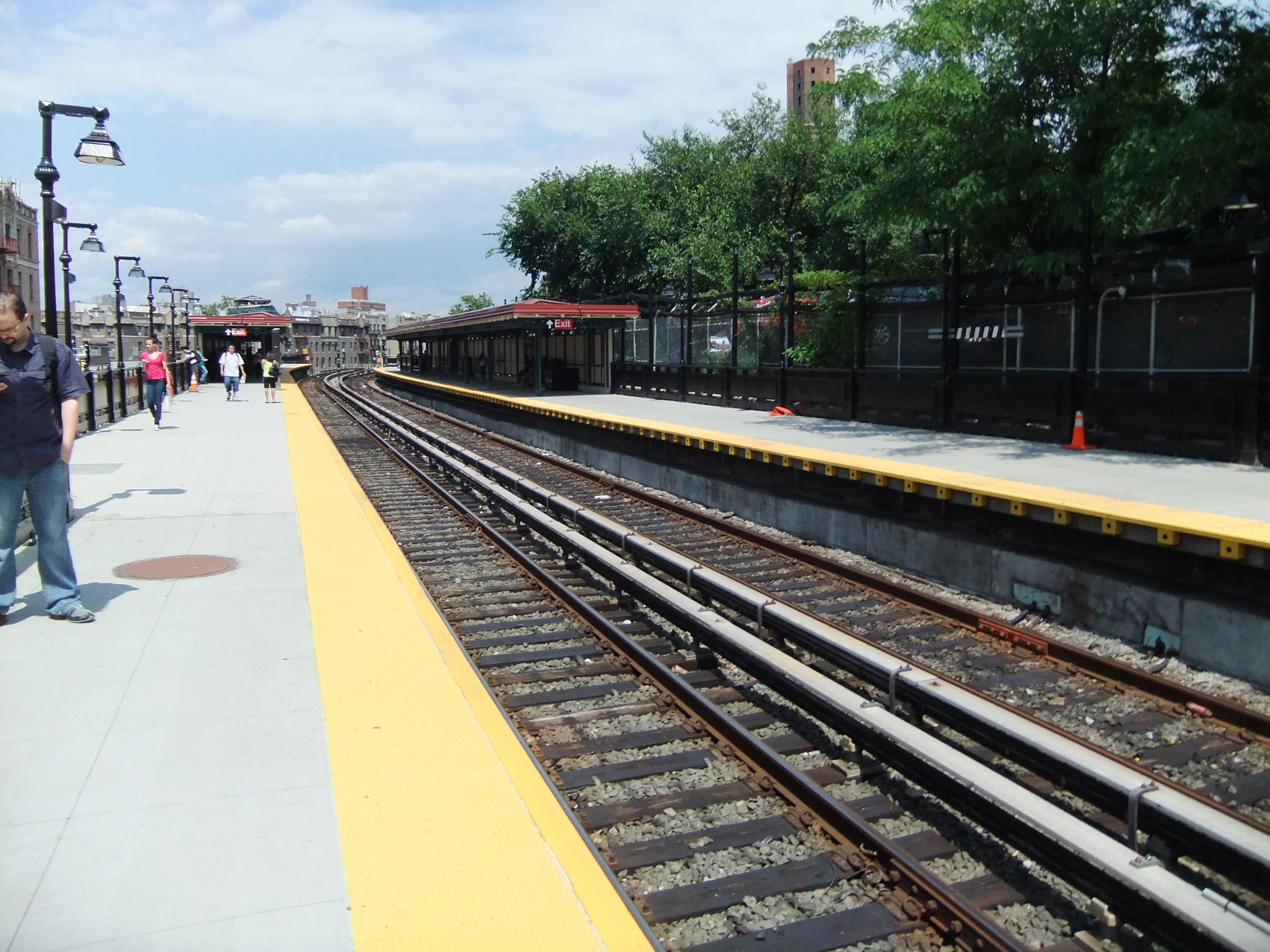
En 2013.
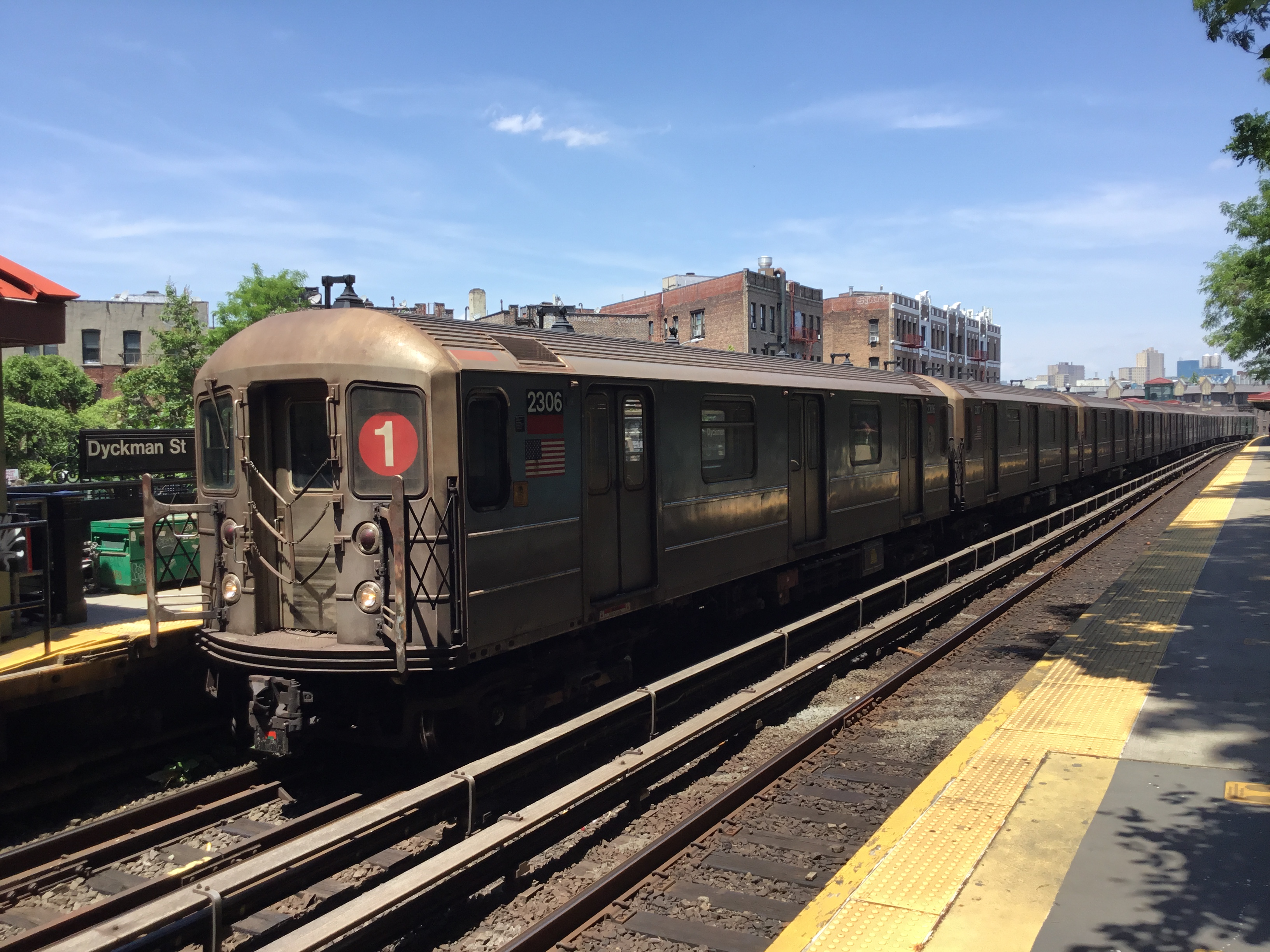
En 2022.
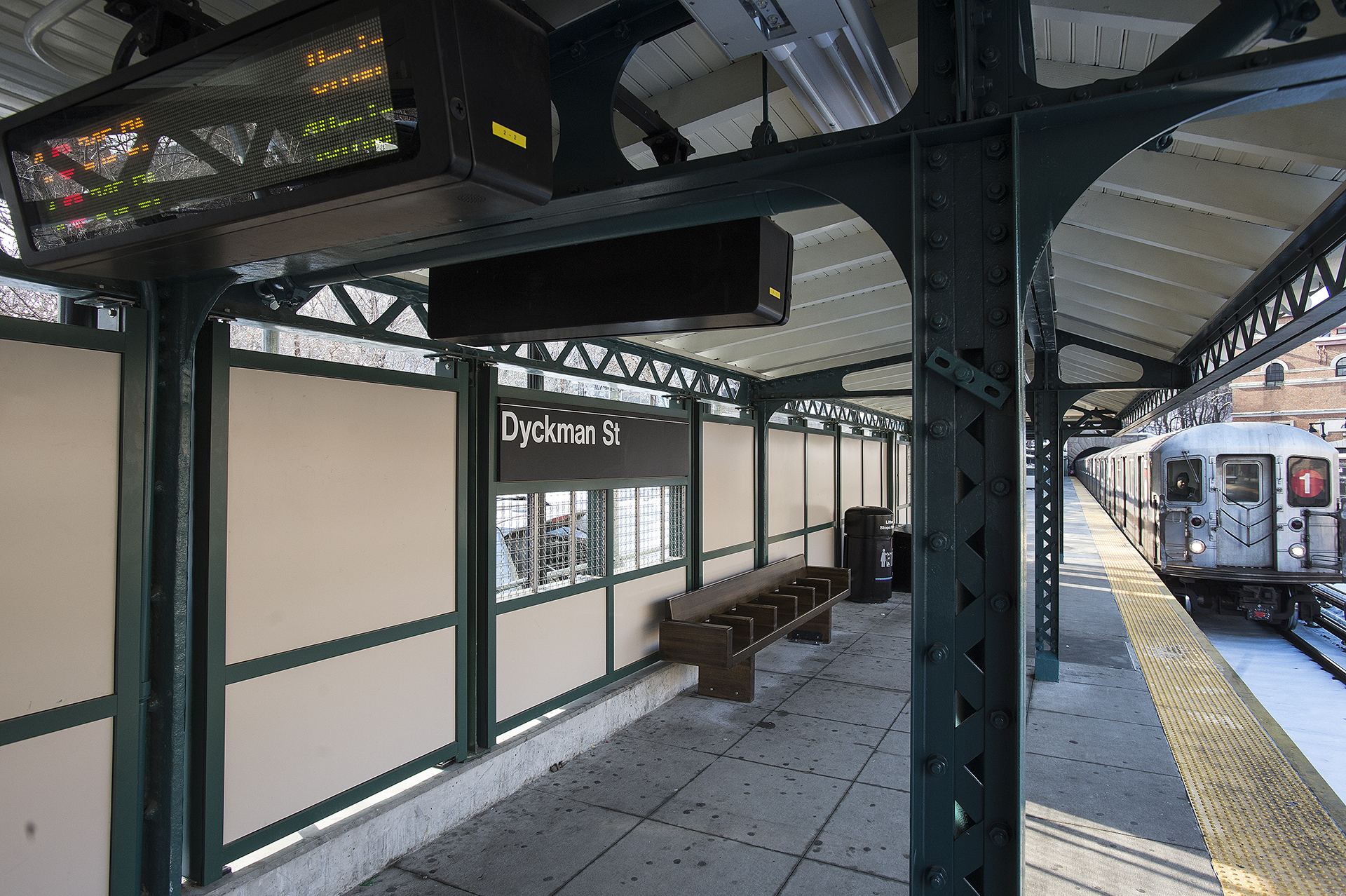
En 2014.

## Patrimoine ferroviaire
La Dyckman Street Subway Station (IRT) est inscrite au National Register of Historic Places sous le n°	04001021, le 17 septembre 2004.